# Mastopoma scabrifolium
Mastopoma scabrifolium là một loài rêu trong họ Sematophyllaceae. Loài này được (Broth.) B.C. Tan & Ninh mô tả khoa học đầu tiên năm 1998.